# Brufut
Brufut ist eine Ortschaft im westafrikanischen Staat Gambia.
Nach einer Berechnung für das Jahr 2013 leben dort etwa 31.749 Einwohner, das Ergebnis der letzten veröffentlichten Volkszählung von 1993 betrug 8644.

## Geographie
Brufut, dessen Name in der Sprache der Mandinka „rötlichbraune Erde“ bedeutet, liegt im Distrikt Kombo North in der West Coast Region am Atlantischen Ozean, ungefähr 1,5 bis 2 Kilometer östlich von Ghana Town und ungefähr sechs Kilometer südwestlich von Sukuta entfernt.

## Kultur und Sehenswürdigkeiten

### Kultstätte
In Brufut ist ein heiliger Hain als Kultstätte unter dem Namen Sanneh-Mentering bekannt.

### Sport
Brufut ist Ziel einer jährlichen Laufsportveranstaltung, dem Brufut Run.

## Wirtschaft und Infrastruktur
In der Nähe von Brufut sind in der Vergangenheit die einzigen Bodenschätze von Gambia, wenn man von den geringen Goldvorkommen am Gambia-Oberlauf absieht, gefördert worden. In den 1950er Jahren wurde hier Ilmenit (FeTiO3) (auch Titaneisen) ein Erz, aus dem das Metall Titan gewonnen wird, abgebaut. Nach wenigen Jahren wurde aber der Abbau wieder eingestellt, weil sich der Weltmarktpreis ungünstig entwickelt hatte.
Am 15. November 2006 wurde bekannt, dass die australische Carnegie Corporation einen Vertrag über fünf Jahre abgeschlossen hatte, um den Abbau des Erzes an der Küste wieder aufzunehmen. Dazu wurde die Carnegie Minerals Gambia gegründet. Geologen vermuten größere Vorkommen in der Nähe der Orte Bafuloto, Sanyang und Kartong. Gerüchten zufolge war der Abbau schon im Juli, vor dem Abschluss des Vertrages begonnen worden.

## Söhne und Töchter des Ortes
- Nyimasata Sanneh-Bojang (1941–2015), Politikerin